# Aarón Suárez
Aarón René Suárez Zúñiga (ur. 27 czerwca 2002 w San José) – kostarykański piłkarz pochodzenia nikaraguańskiego występujący na pozycji ofensywnego pomocnika, reprezentant Kostaryki, od 2021 roku zawodnik Alajuelense.